# Wat Phra Si Sanphet
Wat Phra Si Sanphet (in thai:วัดพระศรีสรรเพชญ, "Tempio Sacro dello Splendido Onnisciente") era il tempio più sacro e la cappella reale dell'antica capitale Ayutthaya fino a che i birmani la rasero al suolo nel 1767. Era anche il più grande e maestoso tempio di Ayutthaya e alla fine del XVIII secolo fu utilizzato come modello per realizzare la nuova cappella reale del Wat Phra Kaew a Bangkok.

## Storia
Nel 1350 U-Thong, conosciuto anche come re Ramathibodi I, ordinò la costruzione di un palazzo reale nella stessa area su cui attualmente si trova il tempio. Il palazzo venne completato nel 1351 e re Ramathibodi stabilì Ayutthaya come capitale del suo regno. Il palazzo reale conteneva tre edifici sacri in legno chiamati "Phaithun Maha Prasat", "Phaichayon Maha Prasat", e "Aisawan Maha Prasat". Appena dopo la costruzione del palazzo assunse il titolo di re Ramathibodi I. Nel 1448 re Borommatrailokanat costruì un nuovo palazzo posto a nord del sito e convertì il territorio occupato dal palazzo precedente in terreno sacro. Re Ramathibodi II, figlio di Borommatrailokanat, fece aggiungere nel 1492 due chedi dove tumulò le ceneri del padre e del fratello nonché predecessore re Borommaracha III. Il complesso fu costruito prendendo come modello il Wat Mahathat di Sukhothai, la cappella reale del Regno di Sukhothai.
Nel 1499 venne costruita sul terreno del palazzo reale una sala di preghiera chiamata “Vihan Luang” (Cappella reale). Ramathibodi II diede inoltre l'ordine di realizzare una gigantesca statua dorata di Buddha alta 16 m con il piedistallo largo 8 m e di posizionarla a Wat Si Sanphet, La statua era modellata su una struttura interna in bronzo del peso di 64 tonnellate, mentre la superficie era decorata con circa 343 kg di foglie d'oro. Il completamento della statua richiese più di 3 anni, fu chiamata “Phra Si Sanphetdayan” e divenne il principale oggetto di venerazione all'interno della cappella reale.
Il terzo chedi fu fatto costruire da re Borommaracha IV (1529-1533) per ospitare le ceneri di Ramathibodi II. Durante il regno di Ekathotsarot (1605-1610), il sovrano fece portare nel Wat Phra Sri Sanphet cinque nuove statue di Buddha di grande valore. Il tempio venne rinnovato con l'ascesa al trono di re Prasat Thong (1629-1636) e i lavori ebbero fine nel 1631. Il vihan con pianta a croce greca che si trova nella parte occidentale del complesso fu fatto aggiungere da re Narai (1656-1688) e risale probabilmente allo stesso periodo il mondop adiacente.
Una nuova ristrutturazione fu intrapresa nel 1742 durante il regno di Borommakot (1733-1758), i lavori durarono più di un anno, il mondop fu sostituito con un vihan e una statua di Buddha decapitata fu riparata. Il tempio raggiunse così il suo massimo splendore, in quel periodo presentava tre chedi dorati, tre mondop dorati e due grandi vihan. Nel 1767 vi fu l'invasione birmana che pose fine al regno di Ayutthaya, la capitale fu distrutta dagli invasori, Wat Phra Si Sanphet fu raso al suolo e rimasero solo alcune parti dei tre chedi e dei basamenti dei mondop. Furono trafugate le immagini sacre e fuso l'oro delle statue più grandi.
In seguito Wat Phra Si Sanphet sarebbe stato preso a modello per la costruzione del Wat Phra Kaew, la cappella reale dei sovrani della dinastia Chakri a Bangkok. I resti della grande statua del Phra Sri Sanphetdayan furono fatti portare da re Rama I in un chedi del Wat Pho di Bangkok che fu chiamato Chedi Sri Sanphetdayan. Durante il regno di Rama V, furono rinvenuti diversi manufatti sacri nel sottosuolo del chedi. Il dittatore Plaek Phibunsongkhram ordinò un radicale rinnovo delle rovine del Wat Phra Si Sanphet che venne eseguito nel 1956-1957. Nuovi lavori furono intrapresi negli anni 1970.

## Uso
Wat Phra Si Sanphet era il tempio della famiglia reale, quindi non c'era alcun monaco che abitasse al suo interno, era usato esclusivamente per le cerimonie reali e i monaci venivano invitati eccezionalmente per presiedere a speciali cerimonie. Il wat era dedicato anche alla venerazione di Phra Buddha Lokanat, il protettore del mondo, e Phra Buddha Palelai. Secondo le cronache reali di Ayutthaya, all'interno del wat vi erano piccoli chedi in cui erano custodite le ceneri dei membri della famiglia reale e reliquie delle ossa di diversi sovrani del regno, tra i quali Si Suthammaracha (1656), Narai (1656-1688), Phetracha (1688-1703), Phrachao Suea (1703-1709) e Borommakot (1733-1758).

## Descrizione
Nell'epoca appena precedente alla distruzione, il tempio aveva raggiunto dimensioni impressionanti. Gli edifici erano posti su piattaforme rialzate, come i tre chedi che furono restaurati e altri edifici dei quali si sono conservate solo le fondamenta.
I tre chedi furono realizzati secondo i canoni dello stile classico di Ceylon, che richiama una forma a campana. Si ritiene che siano stati costruiti sulle fondamenta dei tre maggiori edifici dell'antico palazzo reale. In ogni direzione si trovavano piccole cappelle che accompagnavano alle scale, i cui tetti erano decorati con una miniatura di chedi. Sul lato rivolto a est di ogni chedi si trovava un mondop, dove probabilmente era posta un'orma di Buddha.
La piattaforma del chedi comprendeva il corrispondente mondop ed era circondata da un porticato (Phra Rabieng), ma in ogni caso venivano sempre costruite due sale, una a est e una a ovest, soluzione ancora oggi visibile in molti templi. L'edificio posto a ovest consisteva in 4 vihan separati, ciascuno dei quali posto in modo da creare un croce intorno al mondop. L'edificio a est invece era chiamato Vihan Luang, al cui interno si trovava la sala più grande di tutto il complesso e la grande statua di Phra Si Sanphet Phuttha, che dava il nome al tempio.
Simmetricamente intorno al Viharn Luang erano posizionate altre 4 sale. Quella a nord era leggermente più piccola del Viharn Luang, ma abbastanza grande per ospitare la statua Phra Phuttha Lokanat, alta 10 m. A est era posta la sala del trono chiamata Phra Chom Thong Tinang. A sud era posto il Viharn Pa Le Lei, dove probabilmente si trovava un'altra statua di Buddha. L'intero complesso era circondato da mura alle quali si accedeva attraverso le porte poste nelle direzioni dei 4 punti cardinali. All'interno lungo le mura erano poste delle sala, alcune delle quali sono state ricostruite.